# Spelsystem (fotboll)

4–4–2 har under lång tid varit det dominerande spelsystemet i Sverige. I VM-åttondelsfinalen 2006 spelade Tyskland ett klassiskt 4–4–2 medan Sverige använde sig av en variant utan ett rakt mittfält.

Grundformation inom fotboll anger spelarnas grunduppställning och taktiska disponering på planen. Olika formationer kan användas beroende på lagets taktik att vilja spela mer offensiv eller defensiv fotboll och ett lag kan alternera spelsystem under pågående matchen. Det är normalt lagets fotbollstränare som bestämmer vilket spelformation laget skall använda sig av under en match. 
Spelformation är beskrivna med antalet spelare i varje lagdel räknat från den defensiva delen, (målvakt ej inkluderad) Till exempel 4–4–2 som beskriver formationen enligt följande: 4 försvarare, 4 mittfältare och 2 anfallare. Vanligtvis beskrivs spelformation med tre nummer, men det finns även fyra nummer (4–4–1–1) och fem nummers (4–1–2–1–2) spelsystem. Nummersystemet kom först när 4–2–4 utvecklades på 50-talet.
Spelformationen är inte statisk utan laget kan närsomhelst ändra det under en match till exempel för att förändra taktik eller spelet i samband med ett spelarbyte. Detta kan bero på att laget vill förändra försvar eller anfall eller beroende på vilket resultat man vill uppnå. Vissa formationer möjliggör även förändringar i och med att spelare rör sig upp och ner i banan, till exempel det brasilianska 4–2–4 kan effektivt ställas om till 2–4–4 under en match. Olika formationer använder sig av olika sorters understöd såväl med som utan boll.
Spelformation används både i professionell och amatörfotboll, dock mer utpräglat inom den professionella fotbollen då de flesta formationer kräver mycket träning för att finslipa samt skicklighet och disciplin för att genomföra under spelet. Spelformationer väljs med spelarmaterialet i åtanke och vissa formationer nedan har skapats av lag som har anpassat sin taktik och grundformation efter det spelarmaterial man har och saknat vissa spelartyper för att kunna använda redan befintliga grunduppställningar.

## Tidiga spelsystem
I fotbollsmatcherna på 1800-talet spelade man inte defensiv fotboll, uppställningar var endast inriktade på att anfalla.
Vid den första internationella matchen mellan Skottland och England den 30 november 1872 fanns det inga direkt uttalande spelsystem, men England spelade med sju eller åtta anfallsspelare i vad som kunde liknas vid 1–2–7 eller 1–1–8 medan Skottland spelade i en 2–2–6 formation. Någon eller några spelare stannade i försvar och mittfält medan resten av laget jagade bollen i anfall. Till och med då var det tidiga tecken på att den taktik som Skottland använde överraskade England då de passade bollen mellan spelare istället för att som England bara försöka dribbla bollen framåt. Paradoxalt så slutade matchen 0–0.
Den snabba tillväxten av lag ledde till en snabb taktisk utveckling, sakta men säkert blev vissa anfallare positionerade som antingen försvarare (fullback) eller mittfältare (halvback).

## Klassiska spelsystem

### 2–3–5 (Pyramiden)
Under 1880-talet introducerades det som skulle bli det första långvariga framgångsrika spelsystemet 2–3–5, från början känt som "Pyramiden" med den numeriska sifferkombinationen angiven omvänt (5–3–2). Det tros att spelsystemet först användes an Cambridge University 1883 och det finns dokumenterade fakta för att Preston North End använde systemet samma år samt att England använde spelsystemet för första gången under en landskamp mot Skottland 1884.
Preston North End, som spelade med 2–3–5, dominerade engelsk fotboll under denna period med följd att spelsystemet blev det dominerande under 1890-talet och hade spridit sig över hela världen. Med vissa variationer användes det av de flesta lagen i den engelska högstadivisionen fram till 1940.
För första gången fick man balans mellan anfall och försvar. När man försvarade skulle backarna kontrollera motståndarnas inrar (den andre och fjärde personen i anfallslinjen), medan halvbackarna skulle kontrollera de tre resterande anfallarna.
Den centrala halvbacken (centerhalven) hade en nyckelroll; han skulle både hjälpa laget organisera sig vid anfall och markera motståndarnas center, som var deras starkaste anfallsspelare.

### Donau'iska skolan
Den Donau'iska skolan av fotboll är en modifiering av spelsystemet 2–3–5 och spelades av Österrike, Tjeckoslovakien och Ungern på 1920-talet och togs till sin spets av Österrike på 1930-talet.
Det grundade sig på kortpassning och individuell skicklighet och var ursprungligen "golvmattsfotboll" som lade tonvikt på att hålla bollen på marken.

### Metodo (2–3–2–3)
Metodo skapades av Vittorio Pozzo, tränare för det italienska landslaget på 1930-talet. Spelsystemet har sitt ursprung i den Donau'iska skolan. Spelsystemet var baserat på 2–3–5-uppställningen, Pozzo insåg att hans halvbackar behövde mer understöd för att vara bättre än motståndarnas mittfält, så han drog ned två av sina anfallare precis framför mittfältet och skapade ett 2–3–2–3-spelsystem.
Detta skapade ett starkare försvar än de föregående spelsystemen och samtidigt möjliggjorde för ett effektivt motangrepp.
Det italienska landslaget vann två VM i rad 1934 och 1938 när de använde detta system.

### WM (3–2–2–3)
Spelsystemet WM skapades under 1920-talet av Herbert Chapman (Arsenal FC) för att motverka en ändring i offsideregeln som kom 1925. Denna taktik består av tre backar varav två ytterbackar (engelskans full back) längst bak som höll koll på yttrarna och en centerhalv vars uppgift var att ta bort motståndarcentern och sköta uppspelen. Två halvbackar lite högre upp i banan (vänsterhalv (back) och högerhalv) markerar de två inrarna. 
De fem övriga spelarna som står för det mesta av anfallandet är inrarna (högerinner och vänsterinner), yttrar (högerytter och vänsterytter) samt en center. Denna uppställning var vanligast fram till runt 1958 då Brasilien vann VM i Sverige med sin 4–2–4-uppställning. Många av dessa beteckningar lever kvar för att beskriva spelartyper (till exempel: "han är en typisk centerhalv") eller i radiokommentering. 
WM har i efterhand beskrivits som ett 3–2–5 spelsystem eller som ett offensivt 3–4–3, men var ett spelsystem efter uppställningen 3–2–2–3 vilket är grunden till spelsystemet namn, bokstaven M symboliserar försvarets 3–2 uppställning medan W symboliserar anfallets 2–3.

### 4–2–4
Spelsystemet 4–2–4 försöker kombinera ett starkt anfallsspel med ett starkt försvar, och föddes ur och utvecklades ur WM-systemets strikta mönster. Spelsystemet var det första att beskrivas och symboliseras med nummer (4–2–4).
Den tidiga utvecklingen av 4–2–4-systemet tillskrivs Márton Bukovi men det anses att två andra personer skapade systemet: Flávio Costa, Brasiliens förbundskapten under tidigt 1950-tal samt ungraren Béla Guttman. Det verkar som om dessa personer utvecklades systemet och dess taktik oberoende av varandra, Costa utvecklade idéerna medan Guttman omsatte dem i praktiken.
4–2–4-systemet användes först med framgång i Brasilien av Palmeiras och Santos, och det användes brasilianska landslaget då de vann VM 1958  och VM 1970. Efter de brasilianska framgångarna spreds spelsystemet snabbt över världen.

## De vanligaste moderna spelsystemen

### 3–4–3
En offensiv uppställning med bristande defensiv. Ett ovanligt system som kräver försvarsspelare med hög arbetskapacitet och spelförståelse för att kunna täcka upp de tomma ytorna. Här blir spelet koncentrerat på mittfältet där djupledspassningar till de yttre anfallarna spelar en stor roll. Den centrala anfallare kan gå ner djupare på plan mot innermittfältarna och agera som en släpande anfallare eller offensiv mittfältare.
Spelsystemet användes exempelvis av Djurgårdens IF under Superettan 2000 och i inledningen av Allsvenskan 2001, men efter för många insläppta mål ändrade laget spelsystem till 4–3–3. Även Degerfors IF använde formationen under Superettan 2020 och i Allsvenskan 2021.
Systemet kan dock i försvarsspelet förvandlas till något som liknas vid 5–4–1. Om yttermittfältarna går ner och täcker som ytterbackar och ytteranfallare går ner och tar deras mittfältsroll. Den italienske tränaren Alberto Zaccheroni har många gånger praktiserat 3–4–3 på ett defensivt sätt.

### 3–5–2
Systemet är ett av de modernare och har kommit att förknippas främst med tyskarna även om sydamerikanska lag också spelat med det genom åren. Systemet nådde sin största popularitet i samband med att tyskarna hade stora framgångar och vann VM 1990. 
Systemet praktiserades sedan under lång tid (bland annat vid EM-segern 1996) och har först på senare år fått allt hårdare konkurrens. I VM 2002 kunde man se hur Tyskland valde att ställa om till klassiska och mindre risktagande och konventionella 4–4–2. 
Spelsystemet är i grunden både defensivt och offensivt då man genom ett femmannamittfält kan lägga stor kraft framåt, men samtidigt får ett väldigt kompakt mittfält som kan vara svårt att tränga igenom. 
I dagens snabba fotboll ställer systemet dock höga krav på spelarna. Det kräver ett stort arbete, framförallt av kantspringarna, som måste jobba längs hela planens långsidor. Både för att skapa bredd i offensiven och säkra flankerna i defensiven. I backlinjen återfinns endast tre försvarare, som givetvis också måste vara starka och disciplinerade i sina positioner, för att inte gå bort sig vid snabba kontringar.
Längst fram återfinns två anfallare som i anfallsspelet får starkt understöd av de offensiva krafterna på femmannamittfältet. Det kan många gånger vara en rent akademiskt skillnad mellan ett 3–5–2-system och ett 5–3–2-system. Yttermittfältarna har i princip ansvaret som ytterbackar och därför blir det lätt så att de inte orkar upp i sin mittfältsroll.
Tränare som använder detta spelsystem som grundtanke
Internationella tränare
Antonio Conte (Inter)

### 4–3–3
En klassiker som praktiserades av 1970-talets storlag. Det var med 4–3–3-systemet som Västtyskland vann EM 1972 och VM 1974. Systemet är typiskt för den så kallade totalfotboll som Västtyskland och Nederländerna spelade under 1970-talet och sågs som en ersättare till 4–4–2. 
4–3–3 utvecklades från 4–2–4, och spelades för första gången på den globala arenan av det brasilianska landslaget under VM 1962. Den extra mittfältaren gav, tillsammans med fyrbackslinjen ett kompaktare försvar, men man har alltså "bara" tre man på mittfältet. Det kompenseras dock offensivt genom en tremannakedja. 
De tre mittfältarna spelar normalt tätt tillsammans för att hjälpa försvaret och rör sig bokstavligen på planen som en koordinerad enhet. På mittfältet finns en playmaker (10:an) på mitten som styr spelet. Hans mittfältskollegor kan gå offensivt men även styra vidare till någon av de bägge ytteranfallaren som skär in i motståndarförsvaret. I mitten finns sedan en center (9:an) som har styrkan att avgöra - om inte någon annan gör det. Center-spelaren är av tradition en oftast lång spelare som är extra stark i huvudspelet. Mittfältet kan också bestå av en mera defensiv mittfältare och två mera offensiva. FC Barcelona spelade säsongen 2007–2008 så här med Yaya Touré som defensiv och Xavi och Andrés Iniesta som de två mera offensiva spelarna. 
Ett offensivt och spännande spelsystem, som numera dock allt mer sällan praktiserat. 
Allt färre lag startar med systemet, men kan förändra detta under matchens gång om det behövs ett mål. Nederländernas herrlandslag i fotboll och AFC Ajax har sedan 1970-talet blivit kända för att använda 4–3–3.
När man använder detta spelsystem i nutid så har man två mittbackar och två litet mer offensiva ytterbackar. Av mittfältarna är en vid mittpunkten och två ovanför cirkeln. Anfallarna är en i straffområdet och de andra två lite mer defensiva på kanterna, kan därför likna ett 4–5–1.
Tränare som använder detta spelsystem som grundtanke
Allsvenska tränare
Sören Åkeby (IFK Haninge)
Internationella tränare
Pep Guardiola (Manchester City), Frank Rijkaard

### 4–3–1–2
En variant av 4–3–3 där en forward har ersatts med en central offensiv mittfältare. Spelsystemet användes av Massimiliano Allegri i AC Milan under säsongen 2010/2011 i Serie A. Uppställningen fokuseras runt den offensiva mittfältaren som dirigerar anfallsspelet med de två anfallarna på vardera sidan, en mer kompakt uppställning än 4–3–3 som lämpar sig för lag med relativt småväxta anfallare som Robinho och Alexandre Pato.

### 4–4–2
Denna anpassningsbara uppställning är den mest vanliga i dagens fotboll, den är så välkänd att den till och med har gett ett namn till en fotbollstidning, Four Four Two.
Av mittfältet krävs det hårt arbete både att hjälpa försvaret och anfallet: en av de centrala mittfältarna förväntas gå upp i banan så ofta som möjligt för att stödja anfallsparet, medan de andra har mer en "avvaktande roll", täcka försvaret; de två yttermittfältarna måste avancera på flankerna hela vägen upp till motståndarens kortlinje i anfallssituationer och likväl understödja ytterbackarna i defensiva situationer. Manchester Uniteds förre manager Alex Ferguson moderniserade systemet med åren på ett sätt där kantmittfältarna byter plats med anfallarna hela matchen igenom vilket gör motståndarna förvirrade då de inte vet om de ska följa sin spelare eller byta plats. Till exempel brukade Wayne Rooney byta plats ut till vänster när Cristiano Ronaldo flyttade in i anfallet. Manchester United vann både Premier League och Champions League säsongen 2007–2008 mycket tack vare sin snabba offensiv vilket bygger på spelsystemet.
Tränare som använder detta spelsystem som grundtanke
Allsvenska tränare
Mats Jingblad (BK Astrio), Nanne Bergstrand (Kalmar FF), Stefan Rehn (BK Utsikten)
Internationella tränare
Fabio Capello, Sven-Göran Eriksson, Arsène Wenger, Tom Prahl, Hans Backe, Bosse Johansson, José Mourinho (Tottenham Hotspurs), Alex Ferguson

### 4–4–2 (diamanten)
Liknar vanliga 4–4–2 men de två innermittfältarna delar upp ansvaret för det defensiva respektive det offensiva arbetet. På italienska kallas dessa regista (defensiv) och trequartista (offensiv).

### 4–4–1–1
Som 4–4–2 fast en av anfallarna ligger lite mer defensivt för att kunna störa motståndarnas spel och ta emot uppspel från det egna laget.

### 4–5–1
En ursprungligen defensivt inriktad taktik med enbart en utpräglad forward som oftast används av bortalag för att kunna kontrollera mittfältet och därmed begränsa motståndarnas offensiv. Spelsystemet ger dessutom stora möjligheter till att snabbt ställa om från en defensiv 4–5–1 till en offensiv 4–3–3 uppställning genom att yttermittfältarna flyttas upp i forwardslinjen. Spelsystem används idag framgångsrikt av många lag som genom ett numerärt överläge vill dominera mittfältet och ha möjligheten att genom mittfältarnas positioner snabbt kunna ställa om från defensiv till offensiv och vice versa.

### 4–2–3–1
Ett system som användes av bland annat Frankrike, Portugal och stundtals Italien i VM 2006. 
Styrkan med denna uppställning är defensiven som säkras av en rak fyrbackslinje och två defensiva innermittfältare. Lag som använder denna taktik kan ibland få problem med offensiven då anfallaren tenderar att bli isolerad. Vanligt är att den ena av de två defensiva mittfältarna har en något mer offensiv roll än den andra. För att offensiven skall fungera gäller det att ytterbackarna fyller på och att den offensiva inre mittfältaren och yttrarna ger understöd till anfallaren.
Ofta används denna taktik av lag som har många spelare med hög individuell skicklighet. Den defensiva grundtryggheten med fyra backar och två defensiva balansspelare på mitten gör att man kan ge stor frihet till de tre offensiva mittfältarna.

### 4–3–2–1 (Julgranen)
Begreppet julgran har myntats i samband med AC Milans användande av denna taktik. Detta beror på att grunduppställningen blir smalare och smalare ju längre upp i planen man kommer. Detta beror på att systemet varken innehåller yttermittfältare eller ytterforwards. Man spelar med tre centrala innermittfältare, sen med två mittfältare med friare roll som dock har sin utgångspunkt i mitten. Även Finlands landslag har använt detta spelsystem, utan större framgångar.

### 5–3–2
En defensivare variant av 3–5–2. Yttermittfältarna kommer ner mer i planen och blir backar.

### 5–3–2 libero
Som 5–3–2 där två av mittbackarna tar man–man-markering och en utan markering (libero) har en mer fri roll. Spelsättet slog igenom under tidigt 70-tal genom historiens kanske mest kände libero Franz Beckenbauer från Västtyskland.
På senare år har taktiken använts framgångsrikt av bland annat grekiska landslaget, ledda av Otto Rehhagel under EM 2004.

### 5–4–1
Kan likna ett defensivt 3–4–3-system. Allt beror på hur högt yttrarna spelar.